# 南方24号墳
南方24号墳（みなみかたにじゅうよんごうふん）は、宮崎県延岡市大貫町にある古墳。形状は円墳。南方古墳群（国の史跡、うち大貫支群）を構成する古墳の1つ。

## 概要
宮崎県北部、延岡市街地西部の低丘陵（浄土寺山）上に築造された古墳である。古くは江戸時代に開口し、1913年（大正2年）に鳥居龍蔵による調査が実施されている。
墳形は円形で、直径約21メートル・高さ4.2メートルを測る。埋葬施設は両袖式の横穴式石室である。単室構造の石室で、石室の石材には巨石を使用する。宮崎県北部では最大規模の石室であり、延岡市内の横穴式石室は本古墳と南方2号墳のみとして注目される。石室内は盗掘に遭っているが、大正2年の調査では鉄刀・鉄鏃・須恵器が出土している。
古墳域は1943年（昭和18年）に国の史跡に指定されている（史跡「南方古墳群」のうち）。現在では石室内への立ち入りは制限されている。

## 遺跡歴
- 江戸時代後期、延岡藩主の内藤政韶が浄土寺山の古墳を調査（本古墳か）[2]。
- 1913年（大正2年）、鳥居龍蔵による調査、鉄刀片1・鉄鏃2・須恵器の出土[1]。
- 1943年（昭和18年）9月8日、国の史跡に指定（史跡「南方古墳群」のうち）。
- 1943年（昭和18年）、台風による石室入り口付近の崩壊[3]。
- 1978年（昭和53年）、墳丘・石室の修復・復元。鉄鏃片・丸玉1の出土[1]。

## 埋葬施設

石室俯瞰図

石室展開図

埋葬施設としては両袖式横穴式石室が構築されている。玄室・羨道からなる単室構造の石室である。石室の規模は次の通り。
- 玄室：長さ4.3メートル、幅1.58-2.13メートル、高さ2.20-2.52メートル
- 羨道：長さ4.80メートル、幅0.93-1.37メートル、高さ1.30-1.57メートル

石室の石材には巨石が使用される。玄室の奥壁は2段積み。玄室の天井石は4枚、羨道の天井石は5枚。
石室内は盗掘に遭っているが、大正2年の調査では石室内から鉄刀片1・鉄鏃2・須恵器片（坏・甕）が出土している。

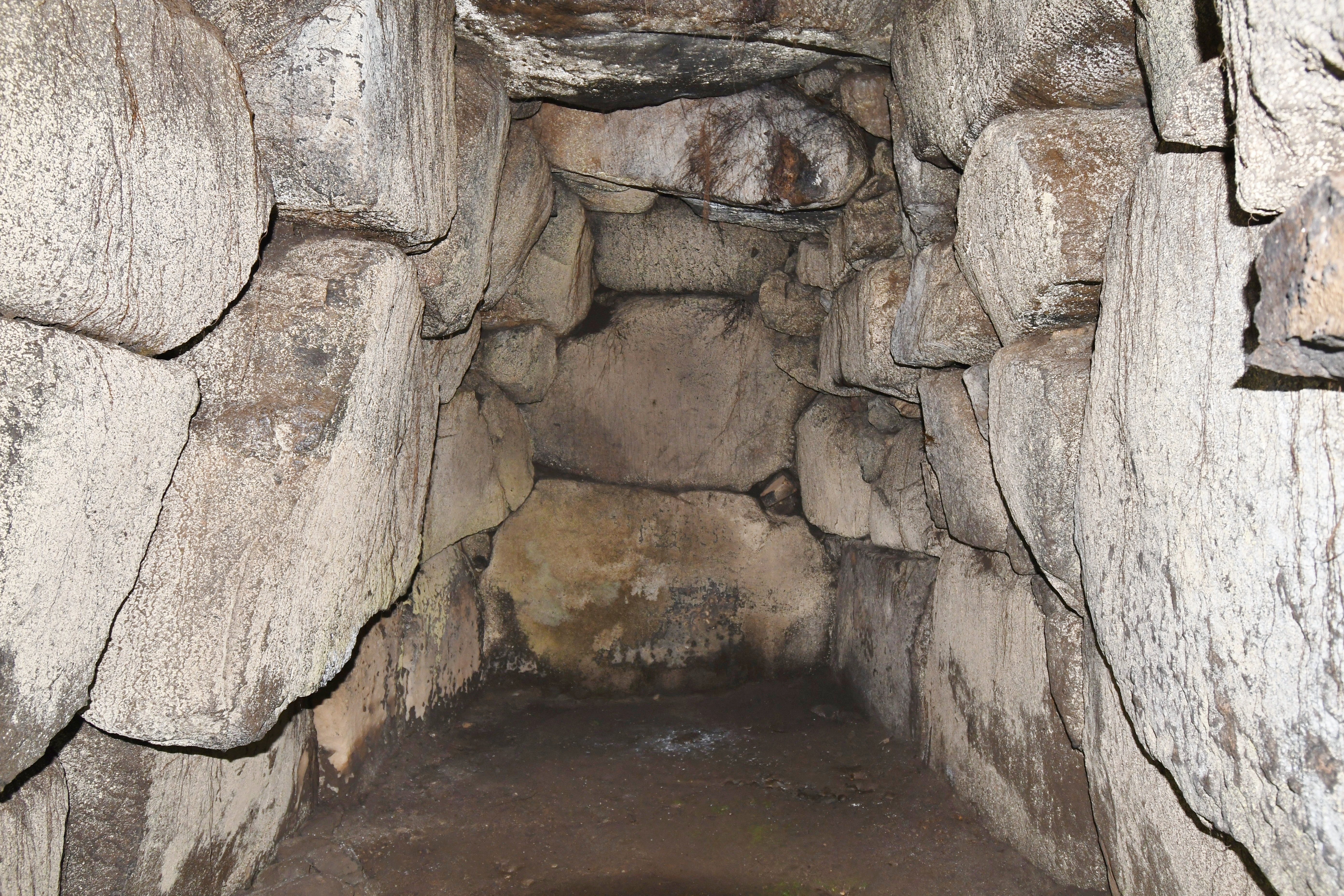
玄室（奥壁方向）
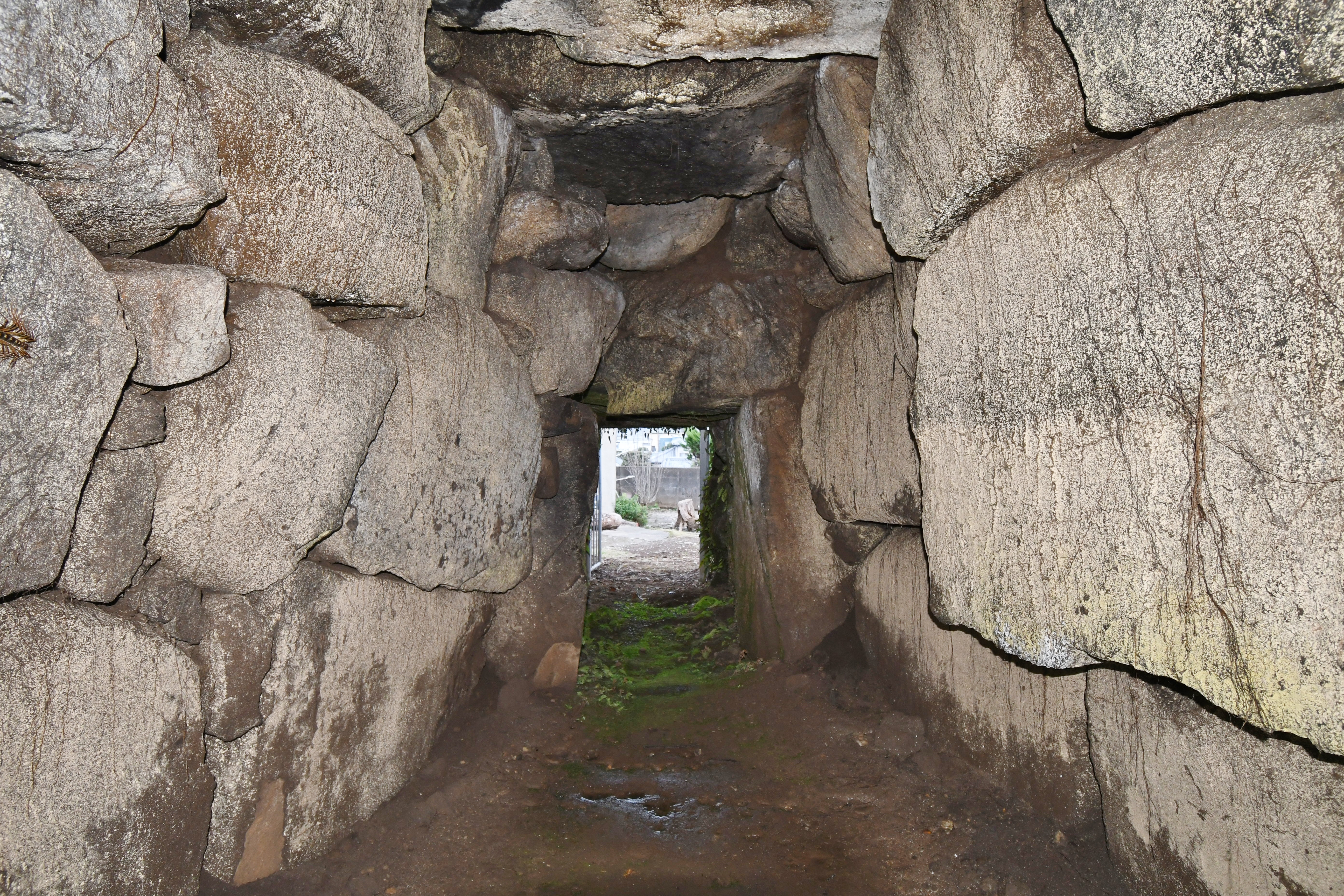
玄室（開口部方向）
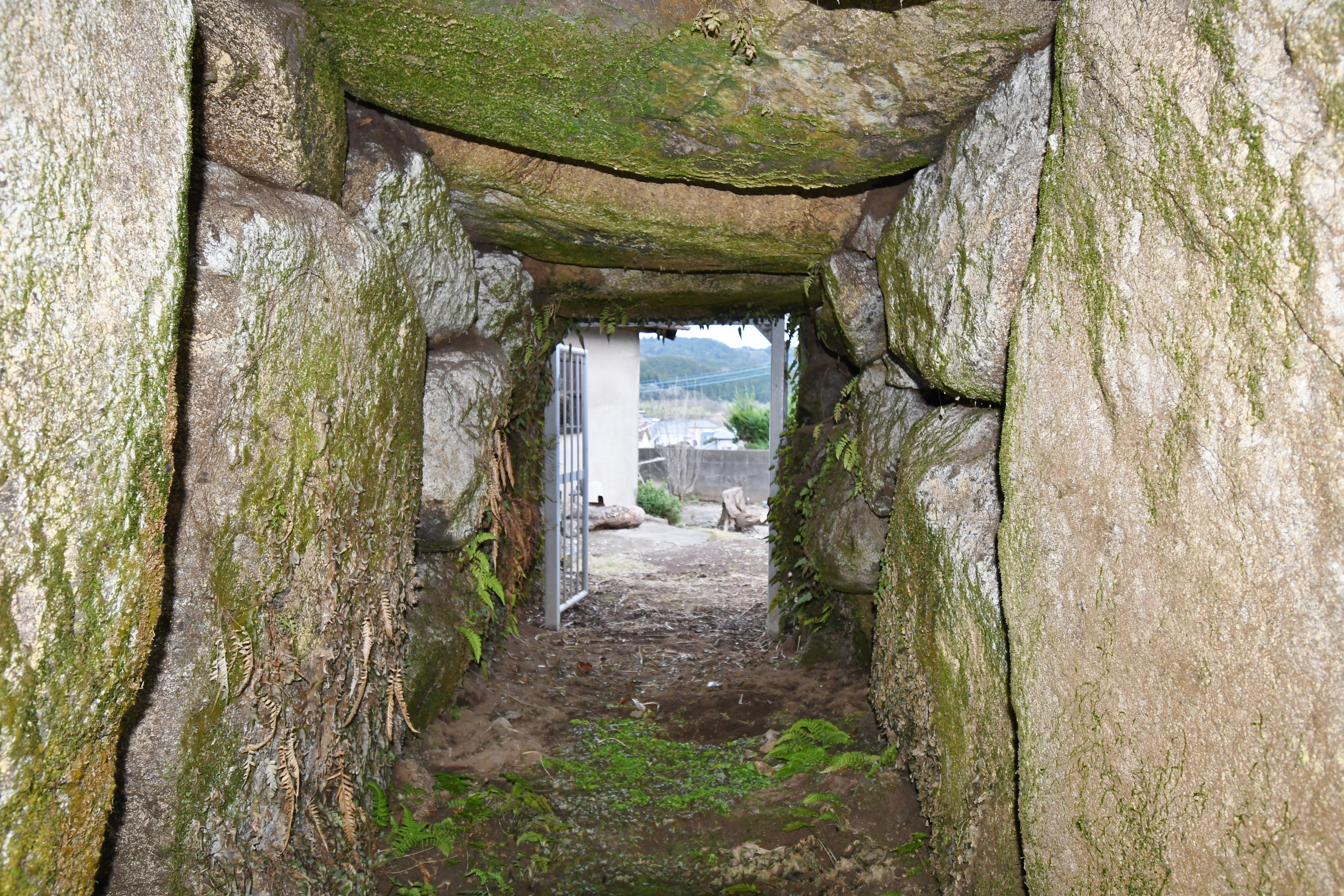
羨道（開口部方向）
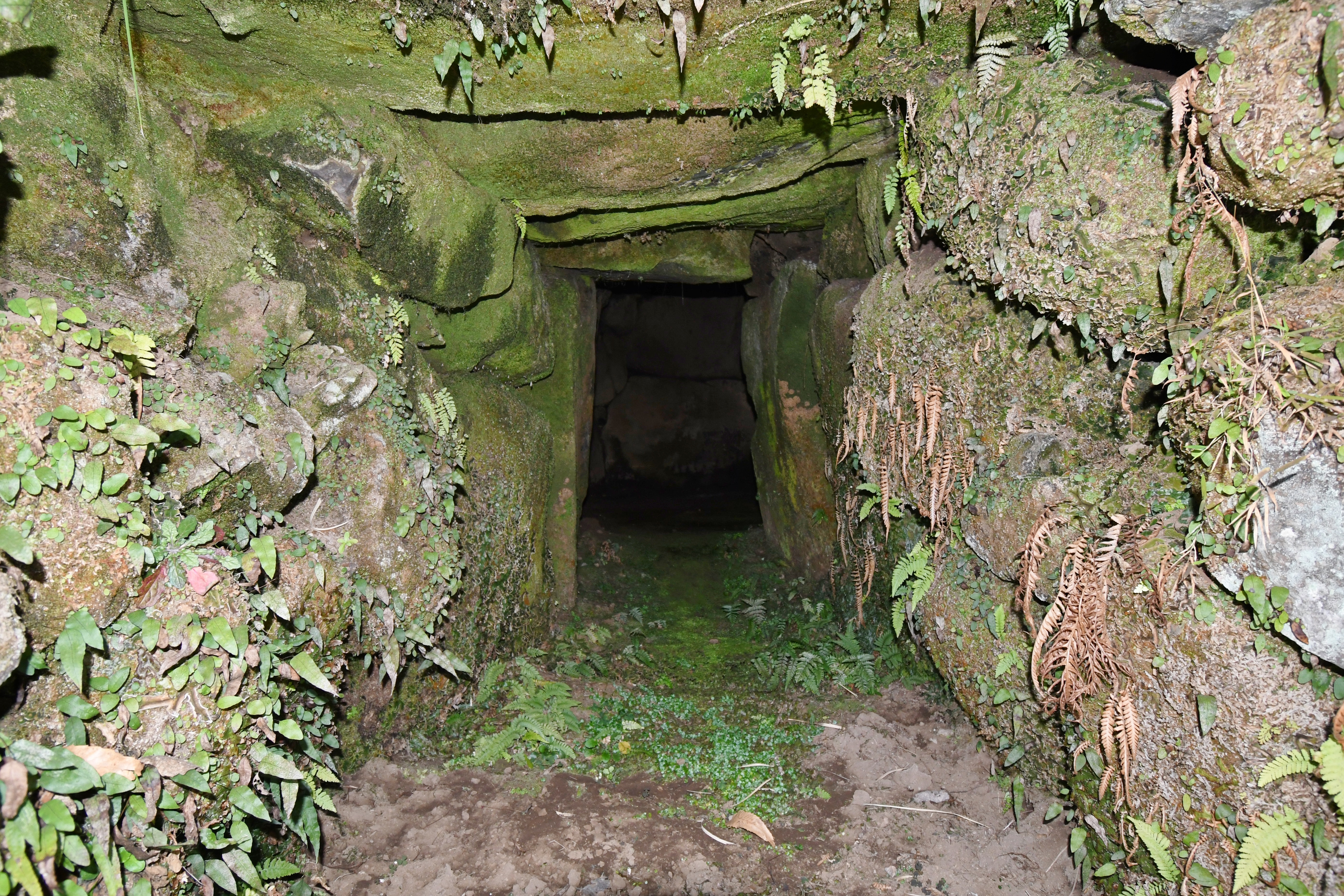
羨道（玄室方向）
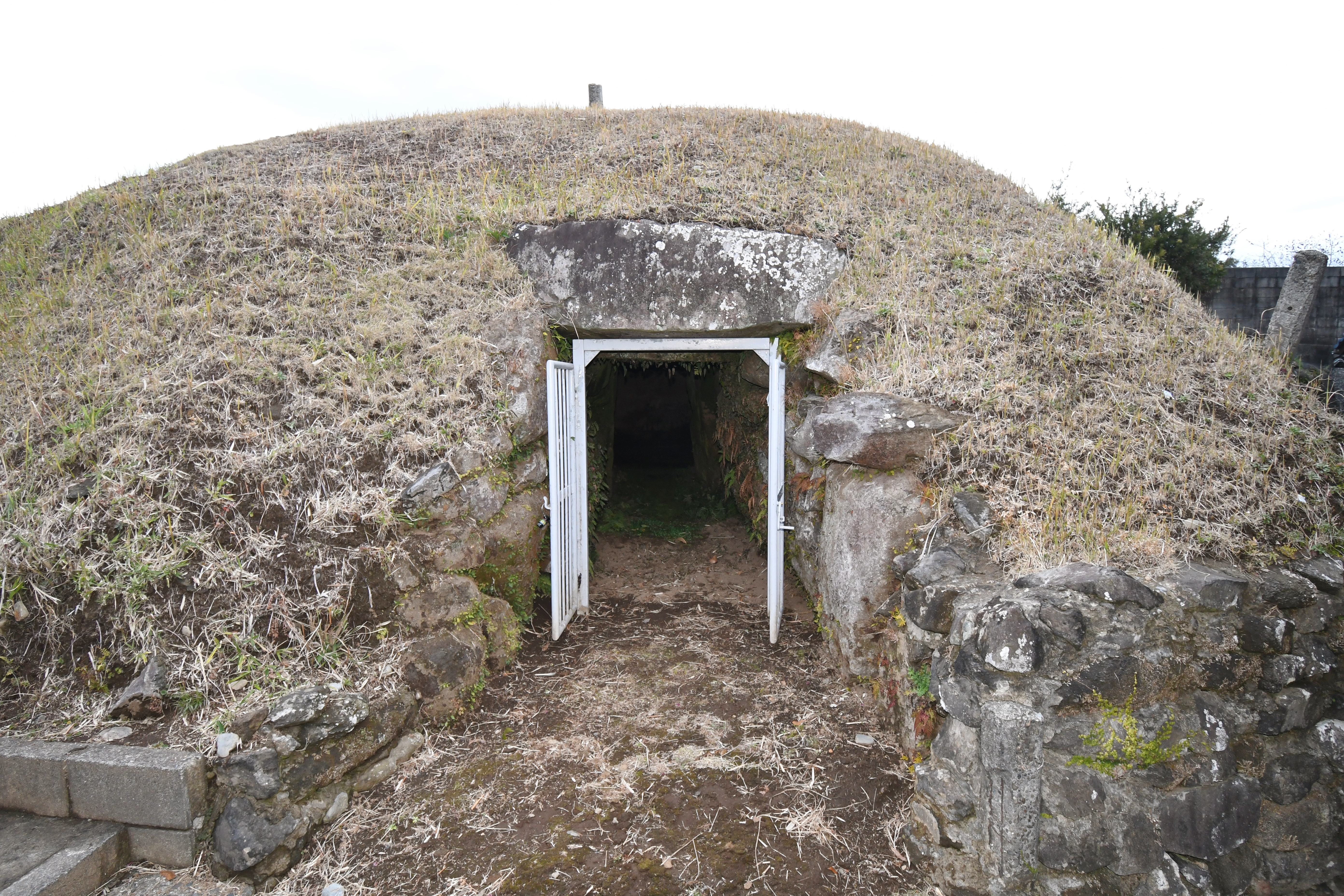
開口部

## 関連文献
（記事執筆に使用していない関連文献）
- 鳥居龍蔵『上代の日向延岡』鳥居人類学研究所、1935年。